# Rushcutters Bay
Rushcutters Bay è un sobborgo costiero di Sydney in Australia.

## Geografia fisica
Il sobborgo si trova a circa 3 chilometri a est del CBD e si affaccia sulla baia di Sydney.

## Origini del nome
Rushcutters Bay porta il nome dalla piccola e omonima baia sulla quale si affaccia, così chiamata in seguito all'arrivo dei primi coloni britannici per via delle alte canne che ne ricoprivano il terreno paludoso.